# Karl Cordin
Karl Cordin (ur. 3 listopada 1948 w Dornbirn) – austriacki narciarz alpejski, srebrny medalista mistrzostw świata. 

## Kariera
W zawodach Pucharu Świata zadebiutował 20 stycznia 1967 roku w Kitzbühel, zajmując 54. miejsce w zjeździe. Pierwsze punkty zdobył 11 stycznia 1969 roku w Wengen, gdzie był trzeci w tej samej konkurencji. W zawodach tych wyprzedzili go jedynie dwaj rodacy: Karl Schranz i Heinrich Messner. W kolejnych startach jeszcze osiem razy stawał na podium, odnosząc przy tym trzy zwycięstwa: 21 lutego 1970 roku w Jackson Hole, 20 grudnia 1970 roku w Val d’Isère i 18 grudnia 1973 roku w Zell am See był najlepszy w zjazdach. W klasyfikacji generalnej sezonu 1969/1970 zajął dziesiąte miejsce, a w klasyfikacji zjazdu był najlepszy. Ponadto w sezonie 1970/1971 zajął trzecie miejsce w klasyfikacji zjazdu.
Wystartował na mistrzostwach świata w Val Gardena w 1970 roku, zdobywając srebrny medal w zjeździe. Rozdzielił tam Bernharda Russiego ze Szwajcarii i Australijczyka Malcolma Milne’a. Był to jego jedyny medal wywalczony na międzynarodowej imprezie tej rangi. Na rozgrywanych dwa lata później igrzyskach olimpijskich w Sapporo był siódmy w tej konkurencji. Brał też udział w mistrzostwach świata w Sankt Moritz w 1974 roku, gdzie zjazd ukończył na czwartej pozycji. Walkę o podium przegrał tam z Willim Frommeltem z Liechtensteinu o 0,09 sekundy.

## Osiągnięcia

### Igrzyska olimpijskie
| Miejsce | Dzień    | Rok  | Miejscowość | Konkurencja | Czas biegu | Strata | Zwycięzca      |
| ------- | -------- | ---- | ----------- | ----------- | ---------- | ------ | -------------- |
| 7.      | 7 lutego | 1972 | Sapporo     | Zjazd       | 1:51,43    | +1,89  | Bernhard Russi |

### Mistrzostwa świata
| Miejsce | Dzień     | Rok  | Miejscowość  | Konkurencja | Czas biegu | Strata | Zwycięzca      |
| ------- | --------- | ---- | ------------ | ----------- | ---------- | ------ | -------------- |
| 2..     | 15 lutego | 1970 | Val Gardena  | Zjazd       | 2:24,57    | +0,22  | Bernhard Russi |
| 7.      | 7 lutego  | 1972 | Sapporo      | Zjazd       | 1:51,43    | +1,89  | Bernhard Russi |
| 4.      | 9 lutego  | 1974 | Sankt Moritz | Zjazd       | 1:56,98    | +1,27  | David Zwilling |

### Puchar Świata

#### Miejsca w klasyfikacji generalnej
- sezon 1968/1969: 18.
- sezon 1969/1970: 10.
- sezon 1970/1971: 12.
- sezon 1971/1972: 28.
- sezon 1972/1973: 17.
- sezon 1973/1974: 18.
- sezon 1974/1975: 22.
- sezon 1975/1976: 46.

#### Miejsca na podium
1. Wengen – 11 stycznia 1969 (zjazd) – 3. miejsce
2. Kitzbühel – 18 stycznia 1969 (zjazd) – 3. miejsce
3. Wengen – 10 stycznia 1970 (zjazd) – 2. miejsce
4. Garmisch-Partenkirchen – 1 lutego 1970 (zjazd) – 2. miejsce
5. Jackson Hole – 21 lutego 1970 (zjazd) – 1. miejsce
6. Val d’Isère – 20 grudnia 1970 (zjazd) – 1. miejsce
7. Sugarloaf – 19 lutego 1971 (zjazd) – 2. miejsce
8. Val Gardena – 15 grudnia 1972 (zjazd) – 2. miejsce
9. Zell am See – 18 grudnia 1973 (zjazd) – 1. miejsce